# Waldemar Cucereanu
Waldemar Sorin Cucereanu –también escrito como Valdemar Cucereanu– (Alba Iulia, 25 de septiembre de 1978) es un deportista rumano que compitió en boxeo. Ganó una medalla de bronce en el Campeonato Mundial de Boxeo Aficionado de 1999, en el peso mosca.
En noviembre de 2004 disputó su primera pelea como profesional. En su carrera profesional tuvo en total 9 combates, con un registro de 9 victorias y 0 derrotas.

## Palmarés internacional
| Campeonato Mundial | Campeonato Mundial       | Campeonato Mundial | Campeonato Mundial |
| Año                | Lugar                    | Medalla            | Categoría          |
| ------------------ | ------------------------ | ------------------ | ------------------ |
| 1999               | Houston (Estados Unidos) | Medalla de bronce  | 51 kg              |